# Expulsão dos soviéticos da Albânia
A Expulsão dos soviéticos da Albânia foi uma campanha antissoviética levada a cabo pelo líder albanês Enver Hoxha. Foi um evento significativo na história da Albânia e ocorreu durante a Guerra Fria. Esta fase foi caracterizada por tensões entre a União Soviética e o regime socialista na Albânia. A expulsão começou em 1961 e continuou até 1964. 

## Contexto
Após o fim da Segunda Guerra Mundial, a Albânia tornou-se um estado socialista estreitamente alinhado com a liderança soviética sob Josef Stalin. Nas décadas de 1940 e 1950, desenvolveu-se uma relação estreita entre a União Soviética e a Albânia, com a URSS a fornecer apoio econômico, militar e político.  
No entanto, diferenças ideológicas entre os dois países começaram a surgir nos anos seguintes. O líder albanês Enver Hoxha foi um firme defensor do “Hoxhaismo”, uma ideologia comunista fortemente influenciada pelos princípios stalinistas, mas que também reivindicava um certo grau de autonomia para a Albânia.
A União Soviética sob Nikita Khrushchev, porém, deu uma guinada política no final da década de 1950, criticando o culto a Stalin. Esta nova política soviética foi veementemente rejeitada por Hoxha e pelo governo albanês, visto que a viam como "revisionismo" e um afastamento dos princípios marxistas-leninistas. 

## Expulsão
As tensões entre a URSS e a Albânia aumentaram na década de 1960. Enver Hoxha e o seu partido viam a política soviética como uma ameaça aos seus princípios revolucionários e à soberania nacional da Albânia. Em troca, líderes soviéticos como Khrushchev criticaram abertamente o governo albanês e o seu líder. 
Durante o ataque albanês à presença naval soviética no final de julho de 1961, os soviéticos foram expulsos de Vlorë. Muitos marinheiros soviéticos foram mortos durante o ataque e expulsos da Albânia.  Quando os soviéticos sob a liderança de Khruschev romperam relações diplomáticas com a Albânia, todos os edifícios soviéticos e bases militares ou o Embaixador foram confiscados pelo governo albanês   e todos os soviéticos até 1964 foram então expulsos da Albânia. 